# 蛇形畫廊

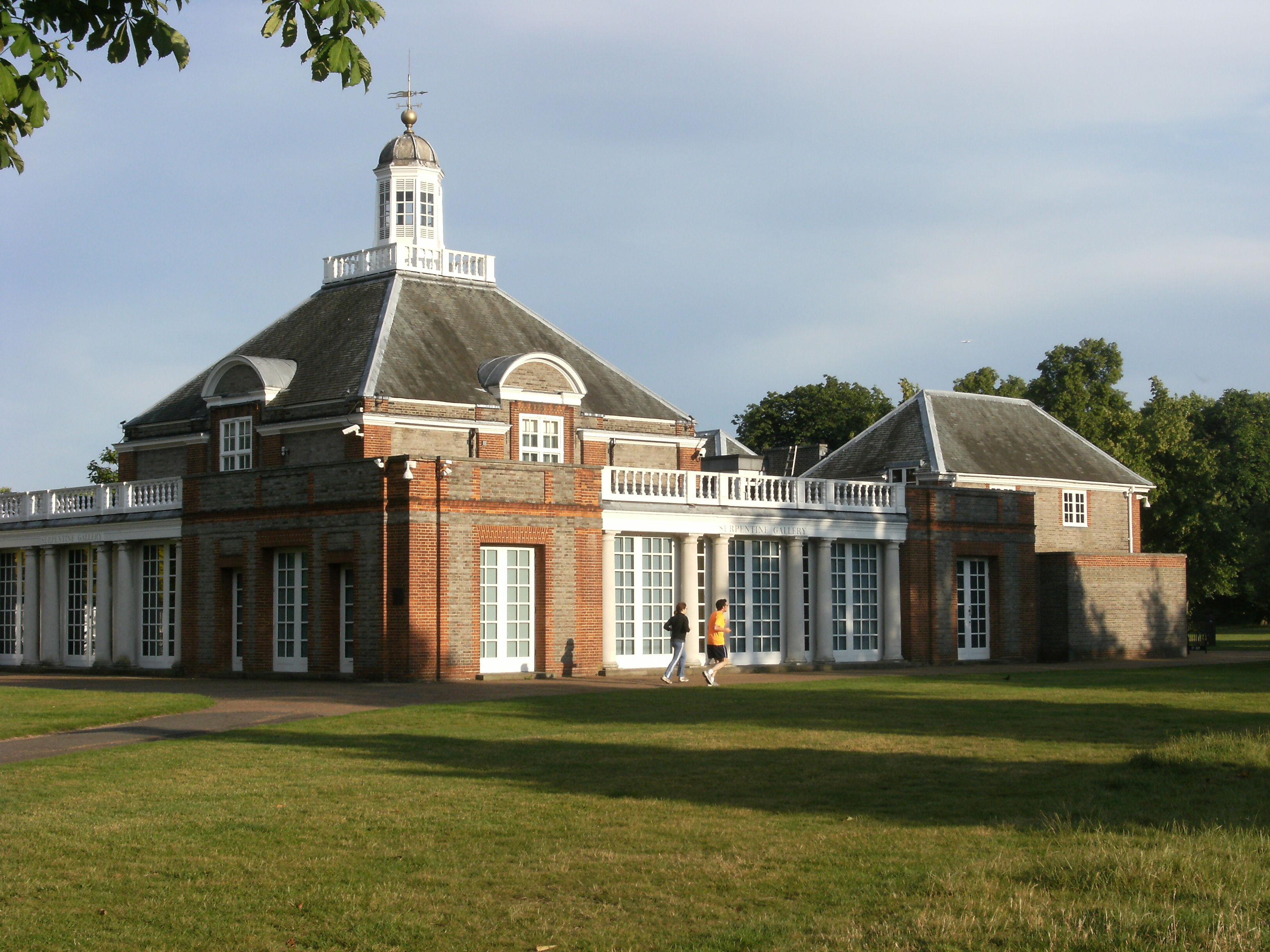
蛇形畫廊

蛇形畫廊（Serpentine Galleries）是位於倫敦肯辛頓花園蛇形湖畔的一座美術館。蛇形畫廊分為兩個展區，主要展示有關現代藝術的當代藝術的美術品，美術館免費入場。蛇形畫廊創立於1970年，畫廊建築是英國二級登錄建築，設計者是建築師J. Grey West。

## 外部連結
- 官方网站
- Collection of articles about the Serpentine Pavilions （页面存档备份，存于） at The Guardian